# Viktor Björnberg
Viktor Björnberg, född 31 december 1975 i Växjö, är en svensk skådespelare och dramatiker. Utbildad vid Teaterhögskolan i Malmö och Biskops-Arnös Dramatikerlinje. Han har blivit omskriven bland annat för sina roller vid Tetr Weimar, Teater Pipersgatan 4 och Uppsala stadsteater.

## Filmografi
- 1998 – Blinka lilla stjärna (kortfilm)
- 2003 – Talismanen (TV-serie)